# یانوشوو (استان ماسوویان)
یانوشوو (به لاتین: Januszewo) یک روستا در لهستان است که در گمینا ناروشوو واقع شده‌است.